# Baptiste Lescarboura
Pour les articles homonymes, voir Lescarboura.
Pas d'image ? Cliquez ici

a Compétitions nationales et continentales officielles uniquement.

b Matchs officiels uniquement.
Dernière mise à jour le 27 juillet 2019.
Baptiste Lescarboura, né le 20 septembre 1993 à Dax, est un joueur français et international belge de rugby à XV qui évolue au poste de troisième ligne aile.

## Biographie
Baptiste Lescarboura est le fils de Jean-Patrick Lescarboura, joueur de rugby à XV à l'US Dax et international français. Né à Dax, Baptiste suit les traces de son père et s'initie au rugby dès ses 6 ans, au sein de l'US Dax. Après avoir essayé le tennis et le judo, il reprend définitivement la pratique du ballon ovale et réintègre l'école de rugby dacquoise,. Il est également le frère aîné de Julien, qui pratique lui aussi le rugby.
En 2010, il est sacré de champion de France des comités avec la sélection Côte basque Landes, aux côtés de Baptiste Chouzenoux, Charles Ollivon et Maxime Lucu.
Après avoir obtenu son baccalauréat, il quitte les Landes pour la Belgique, afin de suivre des études de kinésithérapie à Bruxelles. Grâce aux contacts de Jérôme Daret avec Nicolas Le Roux, respectivement directeur du centre de formation dacquois et entraîneur de l'équipe nationale de Belgique de rugby à sept, Baptiste passe du maillot des crabos de l'US Dax à celui de l'équipe première du Kituro Rugby Club, club de la Région de Bruxelles-Capitale évoluant en première division nationale. En 2012, il atteint la finale du championnat, concédée contre le Dendermondse RC. À l'issue de la saison 2013-2014, il est élu meilleur joueur du club. Il joue ensuite l'année suivante sa deuxième finale de championnat, s'imposant contre le RC Soignies.
Entre-temps, il devient éligible à la sélection nationale belge après trois ans de résidence sur le territoire belge. Après avoir été appelé avec l'équipe nationale des moins de 23 ans, il porte le maillot de l'équipe senior, disputant suivant la saison la première et la deuxième division du championnat européen des nations, officiellement connus en tant que divisions 1A et 1B. Sa première cape internationale recensée sous le maillot des « Diables noirs » date du 15 novembre 2014, contre l'Ukraine. Il porte également le maillot national de l'équipe nationale de rugby à sept, appelé pour la première fois dans le cadre du tournoi sur invitation de Dubaï, disputé en marge du Dubai Sevens les 5 et 6 décembre 2014,.
Le 20 mai 2017, Baptiste dispute le dernier match de sa carrière internationale avec la sélection belge ; à cette occasion, la Belgique bat le Portugal en match de barrage, permettant aux Belges de se maintenir en division 1A du championnat européen des nations. À son départ, il est le joueur ayant inscrit le plus d'essais avec les « Diables noirs », avec un total de 11 essais. Il quitte également le Royal Kituro RC au terme de cette saison 2017-2018 afin d'exercer le métier de kinésithérapeute dans sa ville natale.

## Palmarès
- Championnat de Belgique de rugby à XV :
  - Vainqueur : 2015 avec le Royal Kituro RC.
  - Finaliste : 2012 avec le Royal Kituro RC.